# Ellie Daniel
Ellie Daniel (n. 11 iunie 1950, Pennsylvania, SUA) este o înotătoare americană, medaliată olimpică. A participat la 2 ediții ale Jocurilor Olimpice (1968, 1972) în care a câștigat două medalii de aur, o medalie de argint și 3 medalii de bronz.